# Spoorlijn Mulhouse-Ville - Müllheim
De spoorlijn Mulhouse-Ville - Müllheim is voor een deel een Franse spoorlijn onder beheer van Réseau ferré de France met lijnnummer 124 000 en voor een deel Duitse spoorlijn als spoorlijn 4314 onder beheer van DB Netze.

## Geschiedenis
Het gedeelte tussen Mulhouse-Ville en Chalampé werd aangelegd door de Reichseisenbahnen in Elsaß-Lothringen. Het trajectdeel tussen Neuenburg en Müllheim werd aangelegd door de Großherzoglich Badischen Staatseisenbahnen. De lijn werd in zijn geheel geopend op 6 februari 1878.

## Treindiensten
De SNCF verzorgt het personenvervoer op dit traject met TER treinen.
| Serie     | Treinsoort | Route                             | Bijzonderheden |
| --------- | ---------- | --------------------------------- | -------------- |
| TER 87480 | TER (SNCF) | Mulhouse-Ville – Müllheim (Baden) |                |

## Aansluitingen
In de volgende plaatsen is of was er een aansluiting op de volgende spoorlijnen:
Mulhouse
RFN 001 000, spoorlijn tussen Paris-Est en Mulhouse-Ville
RFN 115 000, spoorlijn tussen Strasbourg-Ville en Saint-Louis
RFN 124 606, stamlijn Mulhouse-Ville
RFN 125 306, raccordement tussen de aansluiting Wanne en Mulhouse-Ville
Île-Napoléon
lijn tussen Ensisheim en Habsheim
Bantzenheim
RFN 123 000, spoorlijn tussen Neuf-Brisach en Bantzenheim
lijn tussen Bantzenheim en Neuweg
Müllheim
DB 4000, spoorlijn tussen Mannheim en Konstanz

## Elektrische tractie
Het Franse traject werd in 1981 geëlektrificeerd met een spanning van 25.000 volt 50 Hz wisselstroom. Het Duitse traject werd in 1965 geëlektrificeerd met een spanning van 15.000 volt 16 2/3 Hz wisselstroom.